# Hôtel Princé
L'hôtel Princé est un hôtel particulier situé à Tours dans le Vieux-Tours, aux 11 rue Descartes et 55 rue Néricault-Destouches. Le monument fait l’objet d’une inscription au titre des monuments historiques depuis 1991.

## Architecture
Dans la façade de l'hôtel donnant sur la rue Néricault-Destouches, un fragment de parement de mur à décor carolingien associant briques et pierres en motif alternés est interprété par certains auteurs, dont Charles Lelong, comme faisant partie du mur de l'enceinte de Châteauneuf, à proximité de la porte sud ou intégrée à elle.